# 斯洛維尼亞托拉爾

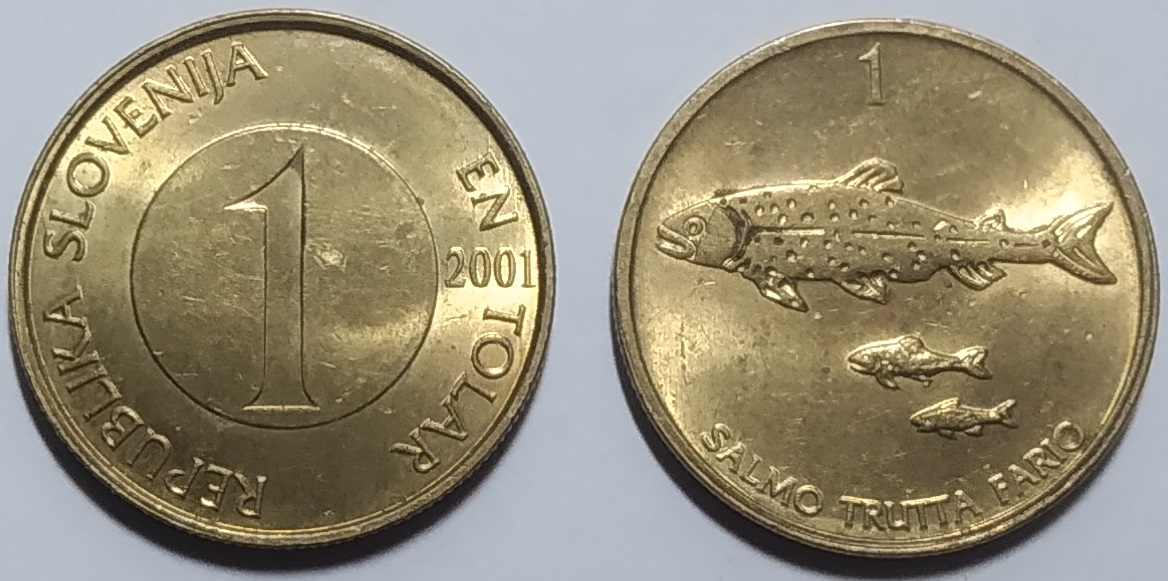
1托拉爾硬幣

斯洛維尼亞托拉爾是斯洛維尼亞自1991年10月8日到2006年12月31日期間發行流通的貨幣。輔幣單位斯托提因，1托拉爾=100斯托提因。 貨幣編號SIT。2007年1月1日開始，斯洛維尼亞加入歐元區，托拉爾停止使用。1歐元=239.64托拉爾。托拉爾一詞的語源是塔勒。